# Ludolf X. von Alvensleben

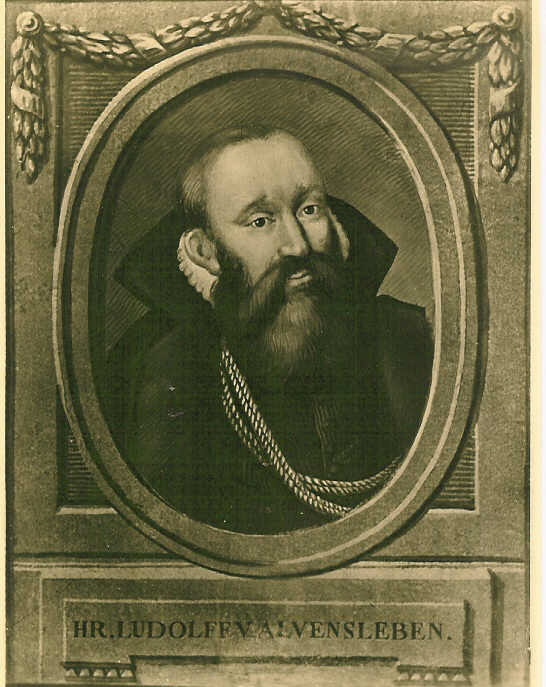
Ludolf X. von Alvensleben

Ludolf (X.) von Alvensleben (oder auch Ludloff; * 1511; † 11. April 1596 in Hundisburg) war ein deutscher Staatsmann und Besitzer der Schlösser Hundisburg und Neugattersleben.

## Leben
Ludolf entstammte der niederdeutschen Adelsfamilie von Alvensleben und war der älteste Sohn von Landeshauptmann Gebhard XVII. von Alvensleben auf Kalbe (Milde) und Hundisburg und der Fredeke von Wenden sowie ein Bruder des Humanisten und Reformators Joachim I. von Alvensleben. Nach einem Studium trat er zunächst in den Dienst des Grafen Hoyer von Mansfeld und nahm 1532 am Feldzug Kaiser Karls V. gegen die Türken teil. 1533 wechselte er in den Hofdienst bei Kardinal Albrecht in Magdeburg. 1534 bis 1559 hatte er Anteile an den Pfandbesitz der Burg Calvörde und dem Flecken Calvörde.
 1556 wurde er von Erzbischof Sigismund von Brandenburg zum Wirklichen Rat ernannt. 1558 erhielt er auch das Hofmeisteramt zugleich mit einer Bestallung als Geheimer Rat. Nach dem Tode des Erzbischofs Siegmund legte er diese Ämter nieder, nahm jedoch einige Zeit später eine magdeburgische Landratsstelle an, die er bis ins hohe Alter 1592 beibehielt.
Als Ludolf von Alvensleben im Alter von 85 Jahren starb, wurde er in der Kirche in Hundisburg beerdigt. Dort befindet sich noch heute sein Grabdenkmal – geschaffen von dem bekannten Braunschweiger Bildhauer Jürgen Röttger. Es zeigt im oberen Felde das Weltgericht, in den drei unteren die Kreuzigung, Auferstehung und Himmelfahrt. Davor knien in Lebensgröße Ludolf und drei Söhne an der einen Seite und seine Frau Bartha mit ihren fünf Töchtern auf der anderen Seite.

## Leistung
Neben seiner öffentlichen Tätigkeit widmete er sich tatkräftig der Bewirtschaftung seiner Güter. Bei der brüderlichen Teilung 1556 fielen ihm durch Los das Haus Hundisburg und eine Hälfte der Güter in Kalbe (Milde) zu. Ferner war er zusammen mit seinem Bruder Joachim Pfandbesitzer von Amt Alvensleben. Im Laufe seines langen Lebens konnte er seine Besitzungen weiter vermehren. Die wichtigste Erwerbung war das Schloss Neugattersleben, das er 1573 von der Stadt Magdeburg für 90.000 Reichstaler, zuzüglich 3000 Taler für milde Zwecke, kaufte.
Er entfaltete eine rege Bautätigkeit: In Hundisburg ließ er 1544 zusammen mit seinen Brüdern das alte Schlossgebäude errichten. 1568 baute er den großen Turm (den sogenannten Templerturm) aus. Bis 1571 folgten weitere Gebäude am Südrand des Burgberges. 1587 ließ er die Dorfkirche fast ganz von neuem aufbauen. In Neugattersleben ließ er 1583 die Schlosskapelle und 1589 die Mühle errichten. Auch in Dorf Alvensleben erneuerte er zusammen mit seinem Bruder Joachim viele Gebäude, u. a. nach Einführung der Reformation 1548 die St.-Godeberts-Kapelle.
Daneben bemühte er sich, die kirchliche, soziale und schulische Situation in seinem Verantwortungsbereich zu verbessern. 1554 führte er in Hundisburg mit Hilfe des ehemaligen Karmelit Avoginus die Reformation ein. Von Alvensleben gehörte auch zu der Kommission, die im Erzstift die Visitationen durchführte. 1560 stiftete er in Hundisburg die Schule, 1586 die Hospitäler in Hundisburg und Neugattersleben.

## Familie

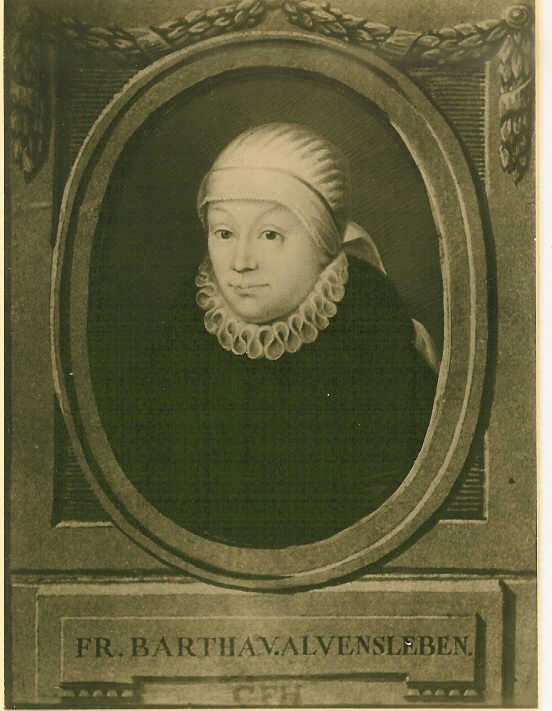
Bartha von Alvensleben, geb. von Bartensleben

Ludolf von Alvensleben war mit Bartha von Bartensleben (1514–1587) verheiratet und hatte mit ihr drei Söhne und fünf Töchter. Seine engagierte Ehefrau pachtete von den Gütern ihres Mannes die Viehwirtschaft, führte darüber eine sehr genaue Rechnung und erwirtschaftete daraus ein Kapital von 26.000 Talern. Als ihr Mann 1554 die Reformation in Hundisburg einführte, blieb sie katholisch und ging fortan zur Messe in das Kloster Althaldensleben, wo die Äbtissin Sophia von Alvensleben bis zu ihrem Tode 1590 ebenfalls am katholischen Glauben festhielt. 